# Onthophagus rouyeri
Onthophagus rouyeri är en skalbaggsart som beskrevs av Antoine Boucomont 1914. Onthophagus rouyeri ingår i släktet Onthophagus och familjen bladhorningar. Inga underarter finns listade i Catalogue of Life.